# Morze Nowogwinejskie
Morze Nowogwinejskie albo Morze Bismarcka (ang. Bismarck Sea) – morze międzywyspowe, część Oceanu Spokojnego, położone między Nową Gwineą a Archipelagiem Bismarcka.

## Charakterystyka
Jego powierzchnia wynosi około 310 tys. km², średnia głębokość – 1632 m, a maksymalna głębokość – 2665 m. Średnia temperatura wód powierzchniowych wynosi ponad 29 °C, a zasolenie – 34‰. Średnia wysokość pływów dobowych wynosi około 0,3-0,5 m.
Morze Nowogwinejskie jest położone w pobliżu równika, na północny wschód od Nowej Gwinei i południowy zachód od Archipelagu Bismarcka. Łączy się na północnym zachodzie z otwartym oceanem, a na południu i wschodzie z Morzem Salomona. Morze Nowogwinejskie wchodzi w skład wód terytorialnych Papui-Nowej Gwinei. Akwen jest podzielny grzbietem na dwa baseny: Nowoirlandzki i Nowogwinejski.
Na morzu znajdują się liczne wyspy (Karkar, Long Island, Witu) oraz podwodne szczyty górskie. Morze Nowogwinejskie to obszar aktywny wulkanicznie i sejsmicznie – zdarzają się tutaj tsunami.
Najważniejsze porty nad Morzem Bismarcka to Madang i Rabaul.

## Historia
W dniach 2–4 marca 1943 miała tu miejsce bitwa na Morzu Bismarcka.